# Hacışəkər
Hacışəkər è un comune dell'Azerbaigian situato nel distretto di Siyəzən. 